# James Ferguson (antropoloog)

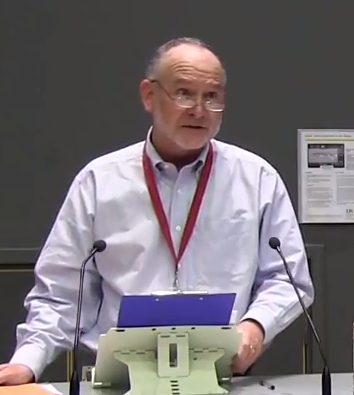
James Ferguson in 2016

James Ferguson (16 juni 1959 – 14 februari 2025) was een Amerikaanse antropoloog. 
Zijn bekendste werk is de The Anti-politics Machine. Hij vraagt zich hierin af hoe het kan dat ontwikkelingsprojecten steeds maar weer falen. Dit komt volgens Ferguson door "reproductie door het falen" (reproduction through failure) als motor voor een zelfreproducerend en zelfversterkend Idee. 
Ferguson overleed op 14 februari op 65-jarige leeftijd.

## Publicaties
- 2006, Global Shadows: Africa in the Neoliberal World Order, Duke University Press.
- 1999, Expectations of Modernity: Myths and Meanings of Urban Life on the Zambian Copperbelt, University of California Press.
- 1997, Editor, Anthropological Locations: Boundaries and Grounds of a Field Science (with Akhil Gupta), Univ. of California Press.
- 1997, Editor, Culture, Power, Place: Explorations in Critical Anthropology (with Akhil Gupta), Duke University Press.
- 1990, The Anti-Politics Machine: 'Development,' Depoliticization, and Bureaucratic Power in Lesotho, Cambridge University Press.

- Bibsys: 97031791
- Bibliothèque nationale de France: cb12198337k (data)
- CiNii: DA04674684
- Gemeinsame Normdatei: 129666777
- International Standard Name Identifier: 0000 0001 2284 1650
- Library of Congress Control Number: n88157683
- Nationale Bibliotheek van Tsjechië: zcu2009506907
- Nationale bibliotheek van Australië: 36056203
- Nationale Bibliotheek van Israël: 987007299489005171
- Nationale en Universitaire bibliotheek Zagreb: 000744698
- Nederlandse Thesaurus van Auteursnamen: 140519343
- Réseau des bibliothèques de Suisse occidentale: 02-A024831954
- LIBRIS: 303013
- Système universitaire de documentation: 030601096
- Virtual International Authority File: 111244303
- WorldCat: E39PBJp6bCbvtwmCpjvrgRkVYP